# Grenadier patagonien
Macruronus magellanicus
Espèce
Le grenadier patagonien appelé en espagnol merluza de cola (Macruronus magellanicus) est un poisson marin de la famille des Merlucciidae qui appartient de ce fait à l'ordre des Gadiformes.

## Description
Il se caractérise par la forme effilée de sa queue qui se termine en pointe par la confluence des ailerons dorsaux et anaux. Il peut atteindre la taille de 115 centimètres et un poids de 5 kilos.
Sa couleur est d'un bleu intense au niveau du dos et des ailerons. Le flanc et le ventre ont une coloration plus claire.
Il possède l'intéressante capacité de régénérer son appendice caudal, si celui-ci a été endommagé ou détruit.

## Habitat
Le grenadier patagonien forme des bancs à des profondeurs allant de 50 à 500 mètres. Il préfère un climat subtropical et s'est répandu dans les océans Pacifique et Atlantique.

## Alimentation
Carnassier, il s'alimente de petits poissons, de céphalopodes et de crustacés.

## Reproduction
Le grenadier patagonien se reproduit en eaux profondes à la fin de l'hiver.

## Pêche
Macruronus magellanicus est d'un grand intérêt commercial pour la pêche. En Argentine, il constitue une part importante de la pêche hauturière.